# Iglesia de Nuestra Señora de la Asunción (Hinojosa del Campo)
Las iglesia de Nuestra Señora de la Asunción es una iglesia-fortaleza románica que se encuentra en Hinojosa del Campo (Provincia de Soria, Castilla y León, España).
Destaca por ser una iglesia encastillada con dos torres, una bereber y otra de origen cristiano, de la que queda buena parte de su fábrica románica. La torre bereber es Bien de Interés Cultural desde el 22 de abril de 1949 mientras que la iglesia lo es desde el 22 de septiembre de 2016.

## Historia
Hinojosa del campo aparece ya en 1270 como Finoiosa del Campo. Esta villa, feudo histórico de los Finojosa, fue cuna de San Martín de Finojosa, abad y constructor en 1179 del primer protogótico español en Santa María de Huerta, y tío de Rodrigo Jiménez de Rada, abad de Huerta y obispo de Sigüenza.
La torre más antigua, árabe, es también la de más reducidas dimensiones y pertenece al grupo de torres aisladas del valle del Rituerto, como la de Noviercas, fechadas todas ellas en el siglo X. Fue modificada por los cristianos en el siglo XII, una vez que la frontera musulmana retrocedió, en parte de su interior y una de las esquinas, añadiéndose las campanas. Domina un amplísimo territorio perteneciente a la vega del Riruerto contactando visualmente con otras de similares características tipológicas y cronológicas.
La otra torre, que destaca especialmente sobre el conjunto del pueblo por su considerable altura, es de origen cristiano y fue realizada por el recrecimiento de los muros del ábside románico de la iglesia, ya que conserva la característica forma semicircular a lo largo de toda su altura, siendo plana por el lado de la nave de la iglesia. Un arco de medio punto une la nave con el ábside, pudiéndose acceder a la parte superior, la torre propiamente dicha, por medio de un acceso por encima de este.

## Descripción
Se trata de una iglesia-fortaleza con dos torres. La fábrica de la iglesia era de nave única con ábside semicircular precedido de un tramo recto y arco triunfal apuntado. Sobre el ábside, y mediante el recrecimiento de sus muros, se construyó la esbelta torre cristiana con forma semicircular a lo largo de toda su altura, siendo plana por el lado de la nave de la iglesia y rematada por almenas. En el siglo XVII se remozó toda la nave, construyendo un nuevo ábside y crucero a los pies del templo, cambiando la orientación original y tranformando el ábside románico en coro alto y bajo. La nave se cubrió por una bóveda de lunetos de varios tramos separados con arcos fajones.
La torre-campanario tiene estructura troncopiramidal, de planta cuadrangular, realizada en mampostería de piedra arenisca de pequeño y mediano tamaño recogida con argamasa rosácea ligada con numerosas cuarcitas y calizas de pequeño tamaño. En el tramo medio e inferior de la cara sur presenta dos ventanas, a modo de aspilleras, cuyas esquinas están realizadas mediante sillares escuadrados, también de arenisca, rematadas en un arco de medio punto. En época posterior la esquina suroeste fue reformada disponiéndose sillares y revocando todo el cuerpo inferior con un enlucido diferente y se practicaron los vanos de medio punto en el cuerpo superior para la transformación en un campanario, con cuatro campanas.

## Galería

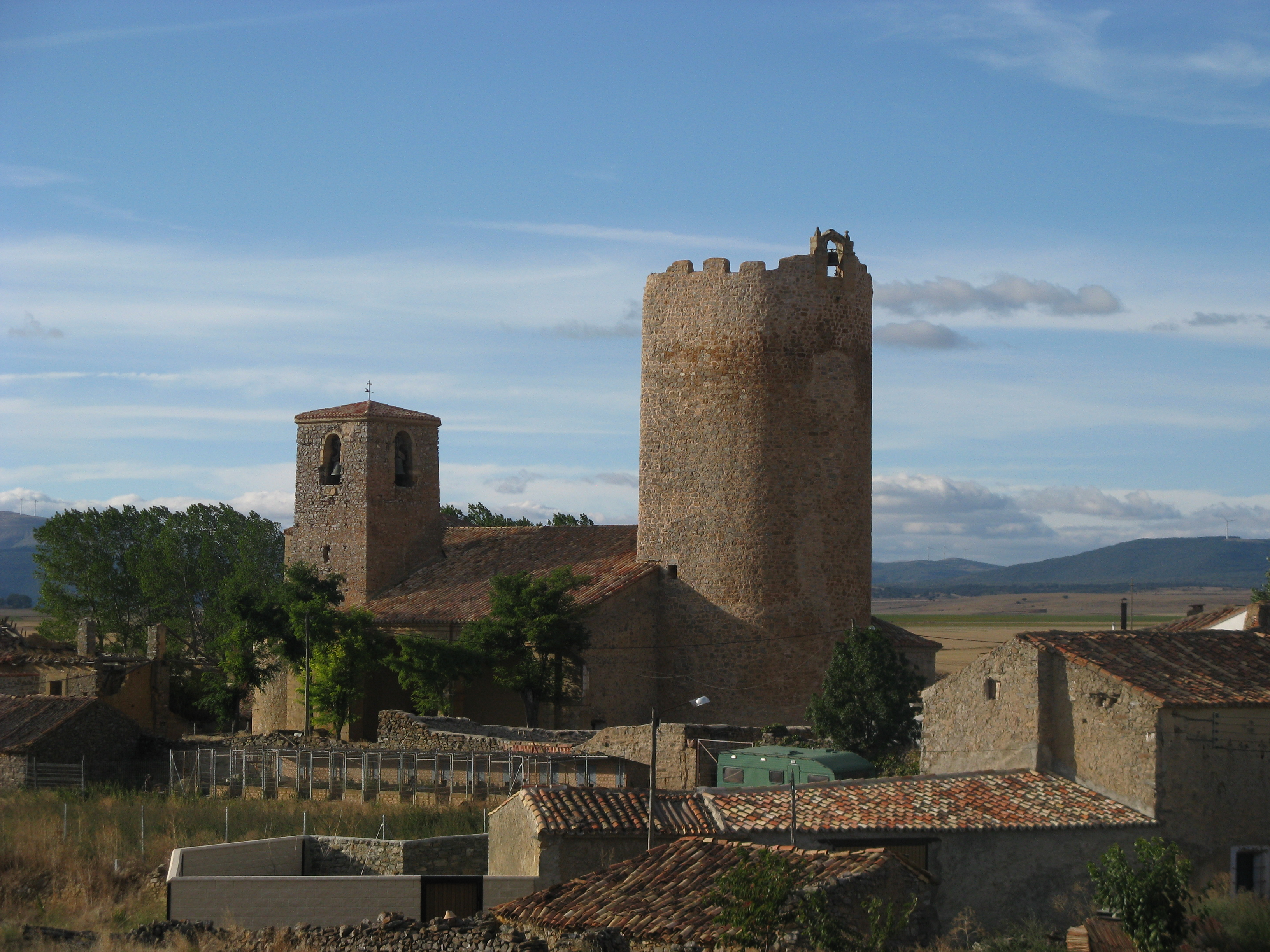
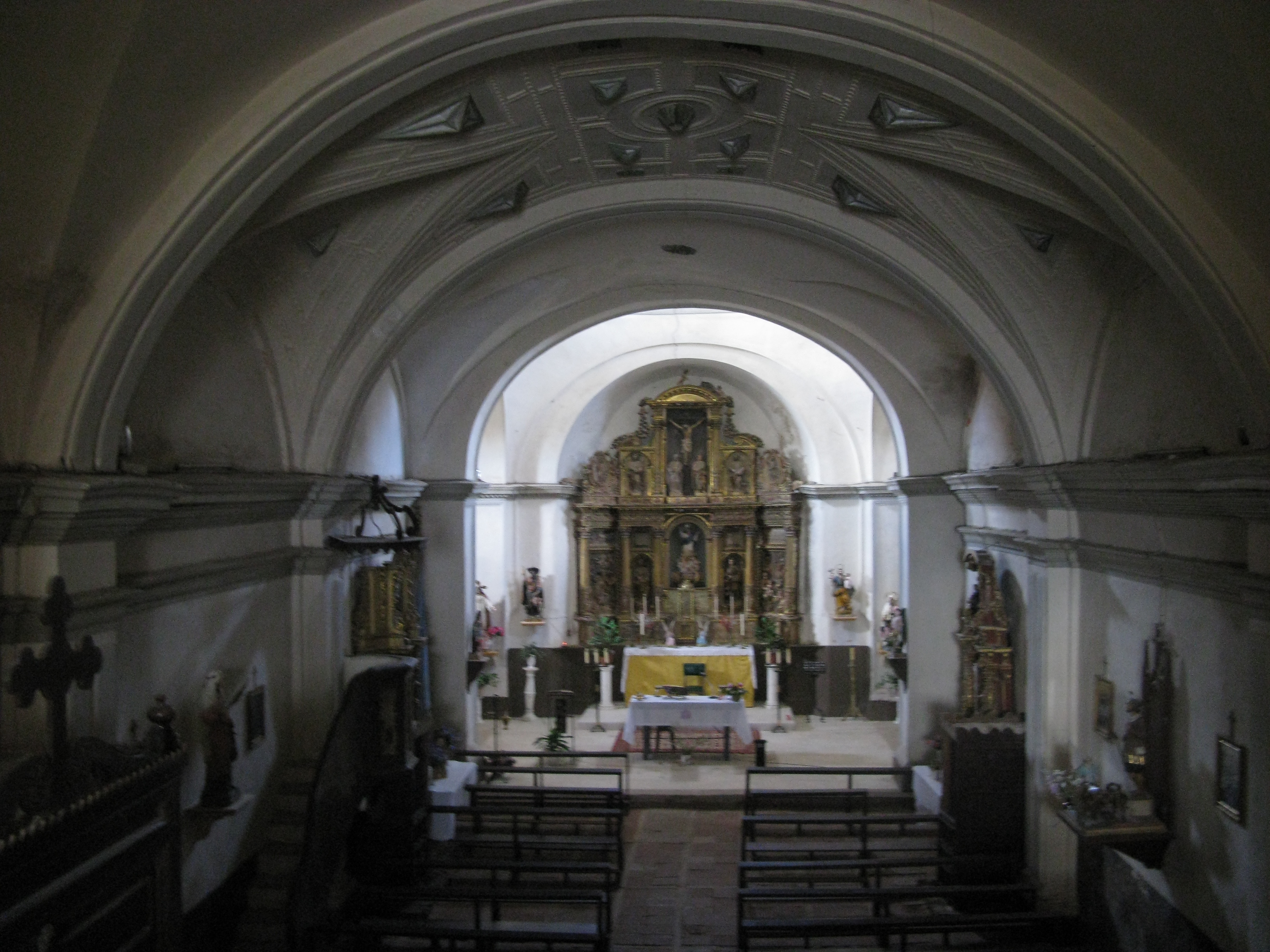
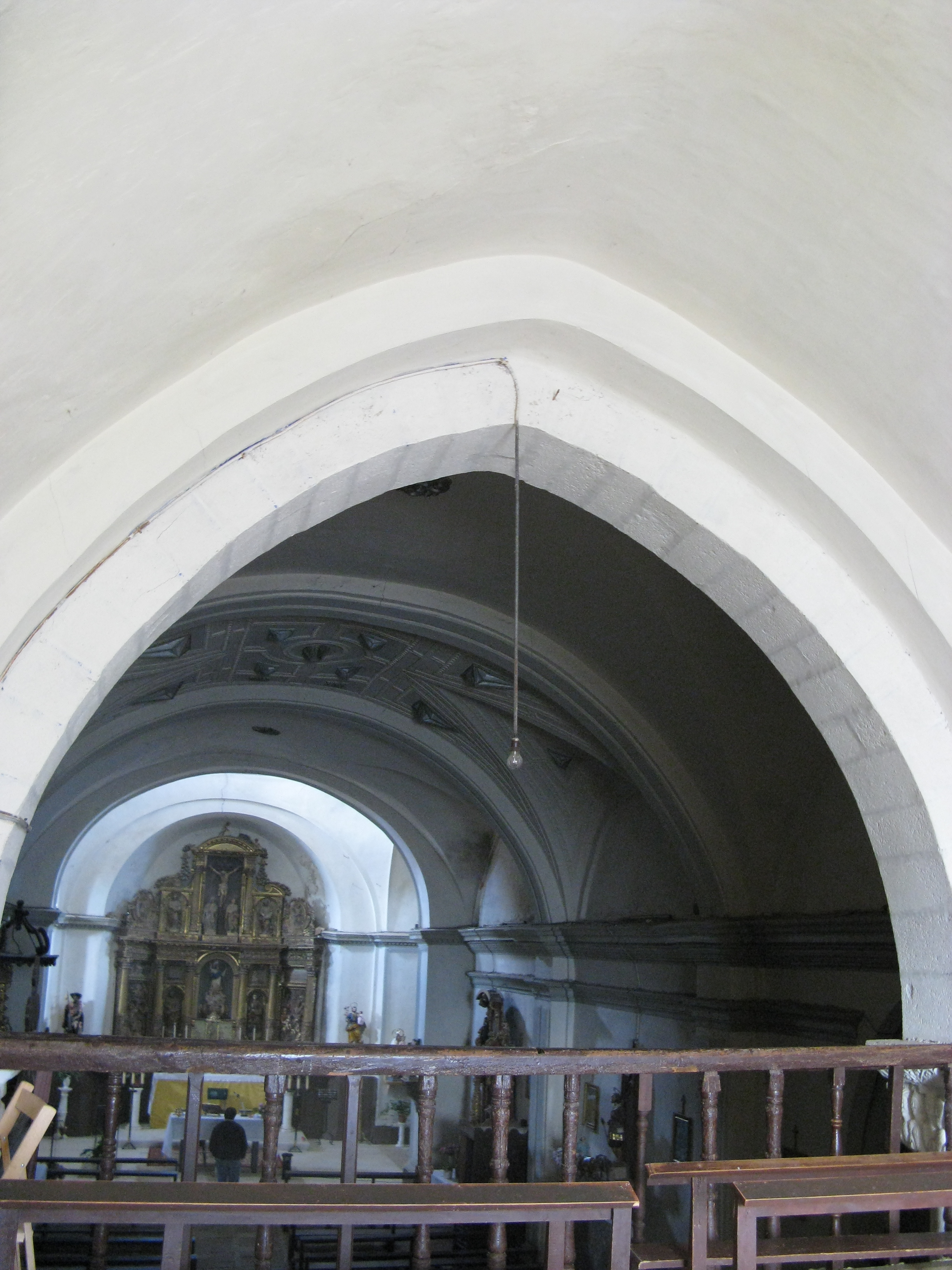
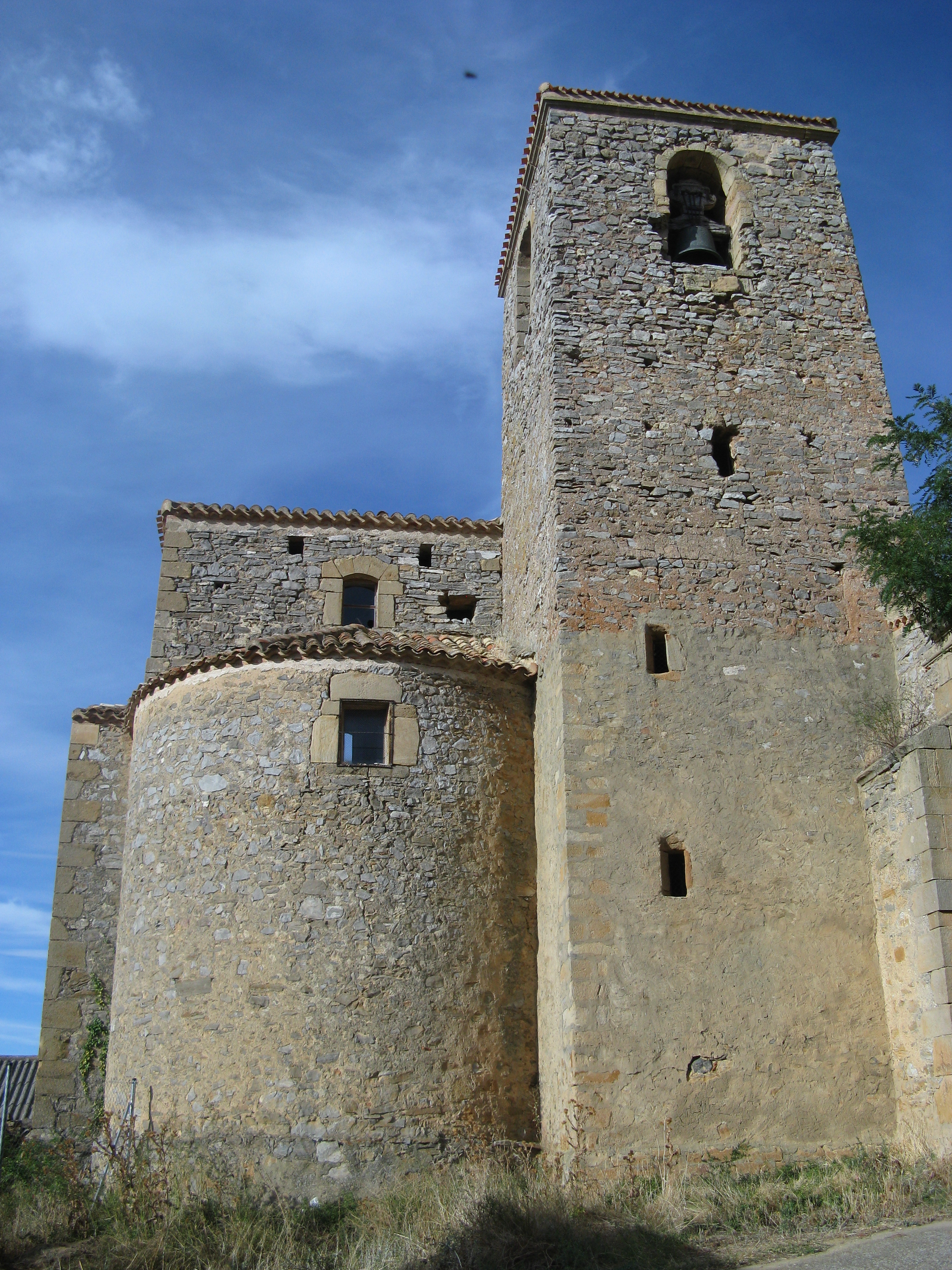